# 畠山国氏 (奥州管領)
畠山 国氏（はたけやま くにうじ）は、南北朝時代の武将。室町幕府奥州管領。畠山高国の嫡子。

## 生涯
興国6年/康永4年（1345年）に奥州管領に任命されると、父と共に陸奥多賀国府に着任、奥州の南朝勢力の鎮撫に努めた。しかし、やがて同じく奥州管領として補任されていた直義派の吉良貞家と対立し、観応の擾乱において尊氏派に属したため貞家と全面的な軍事衝突となった。 観応2年/正平6年（1351年）2月に貞家軍に居城の陸奥岩切城（現在の宮城県仙台市宮城野区岩切）を攻囲され、父と共に自害して果てた。子の国詮（幼名平岩丸）は奥州に土着、二本松氏の祖となった。